# Cerocala machadoi
Cerocala machadoi là một loài bướm đêm trong họ Erebidae.